# Anna Gerresheim
Anna Louise Adolphine Eduardine Gerresheim (8 de marzo de 1852 - Ahrenshoop, 1 de diciembre de 1921) fue una paisajista, retratista y grabadora alemana. Fue una de las fundadoras de la colonia de artistas de Ahrenshoop en el Mar Báltico.

## Biografía
Anna Gerresheim nació en 1852. Fue la tercera de los ocho hijos de Eduard Adolph Gerresheim, que trabajaba en el ayuntamiento de Ribnitz, y de su esposa Dorothea Henriette. Aunque a las mujeres no se les permitía el acceso a las academias de arte en ese momento, en 1874 sus padres le permitieron visitar la escuela de arte de August tom Dieck (1831-1893) en Dresde. Después de la muerte del padre en 1876, Gerresheim pasó cuatro años en Berlín en la Academia de las Artes de Prusia, estudiando en la "clase de damas" de Karl Gussow. En 1880, Gerresheim visitó la colonia de artistas en el Hornbæk danés. En 1882 pasó tres meses en Londres y Gales, donde realizó varios encargos de retratos. En 1883, Gerresheim pasó tres meses en París en un viaje de estudios con Emile Auguste Carolus-Duran y Jean-Jacques Henner. En 1884, Gerresheim se convirtió en miembro de la Asociación de Mujeres Artistas de Berlín. En 1885 visitó Ahrenshoop por primera vez y en 1892, con su hermana Bertha (1846-1916), construyó una casa en el pueblo. A ellos se unieron en 1906 su hermana Auguste (1838-1908), quien, como Bertha, también era pintora. Ninguna de las tres hermanas estaba casada y ni Bertha ni Auguste Gerresheim alcanzaron el renombre de su hermana menor. Anna Gerresheim murió en su casa en Ahrenshoop y fue enterrada en el "Schifferfriedhof" (cementerio) en el pueblo.

## Carrera artística
Gerresheim creó principalmente retratos y pinturas de género durante sus años en la academia de Berlín. Pintó muchos estudios de paisajes del mar Báltico después de 1880, influenciados por su estancia en Hornbæk y el impacto que tuvieron en ella las pinturas de pescadores de Peder Severin Krøyer y los paisajes marinos de Kristian Zahrtmann. En 1881, una de sus pinturas se mostró en la Exposición de Arte Académico de Berlín. Participó desde 1884 en las exposiciones de la Asociación de Mujeres Artistas de Berlín y más tarde también fue miembro del club de Múnich para el grabado original. Gerresheim realizó principalmente obras con motivos de la costa báltica durante su tiempo en Ahrenshoop. Ella todavía estaba activa allí después de 1918 cuando muchos artistas abandonaron el pueblo.

## Obras (Selección)

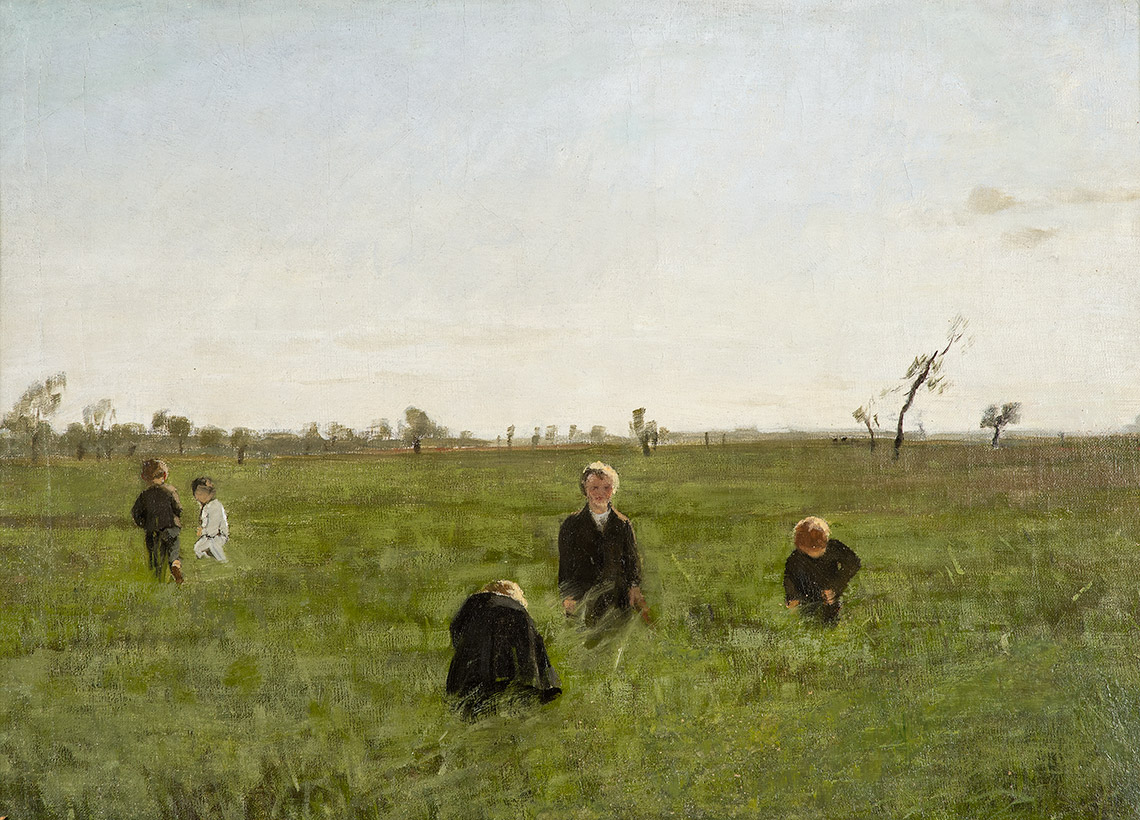
Spielende Kinder en einer Boddenwiese, um 1895
(Niños jugando en un prado de la laguna)

- Buchenwald (madera de haya) (1885)[2]
- Weiden am Abendhimmel (Sauces en el cielo vespertino) (1890)[2]
- Fischerkaten am Bodden (Cabañas de pesca en la laguna) (1895)[2]
- Jakob sieht im Traum die Himmelsleiter (Jacob en un sueño ve la escalera al cielo) (1895)
- Spielende Kinder in einer Boddenwiese (Niños jugando en un prado de la laguna) (1895), Museo de Arte Ahrenshoop (Kunstmuseum)
- Darßer Wald (Bosque de Darss) (1905)[2]
- Selbstbildnis (Autorretrato) (1905)[2]
- Weidelandschaft (pastos)[2]
- Bauerngehöft (granja);[2] en el Museo de Historia Cultural de Rostock (Museo Kulturhistorisches)
- Hamburger Stimmungen ( Hamburg Moods) (1884) - 11 aguafuertes[2]
- Berliner Blätter (Hojas de Berlín) (1885-1890) - 6 aguafuertes[2]

## Exposiciones

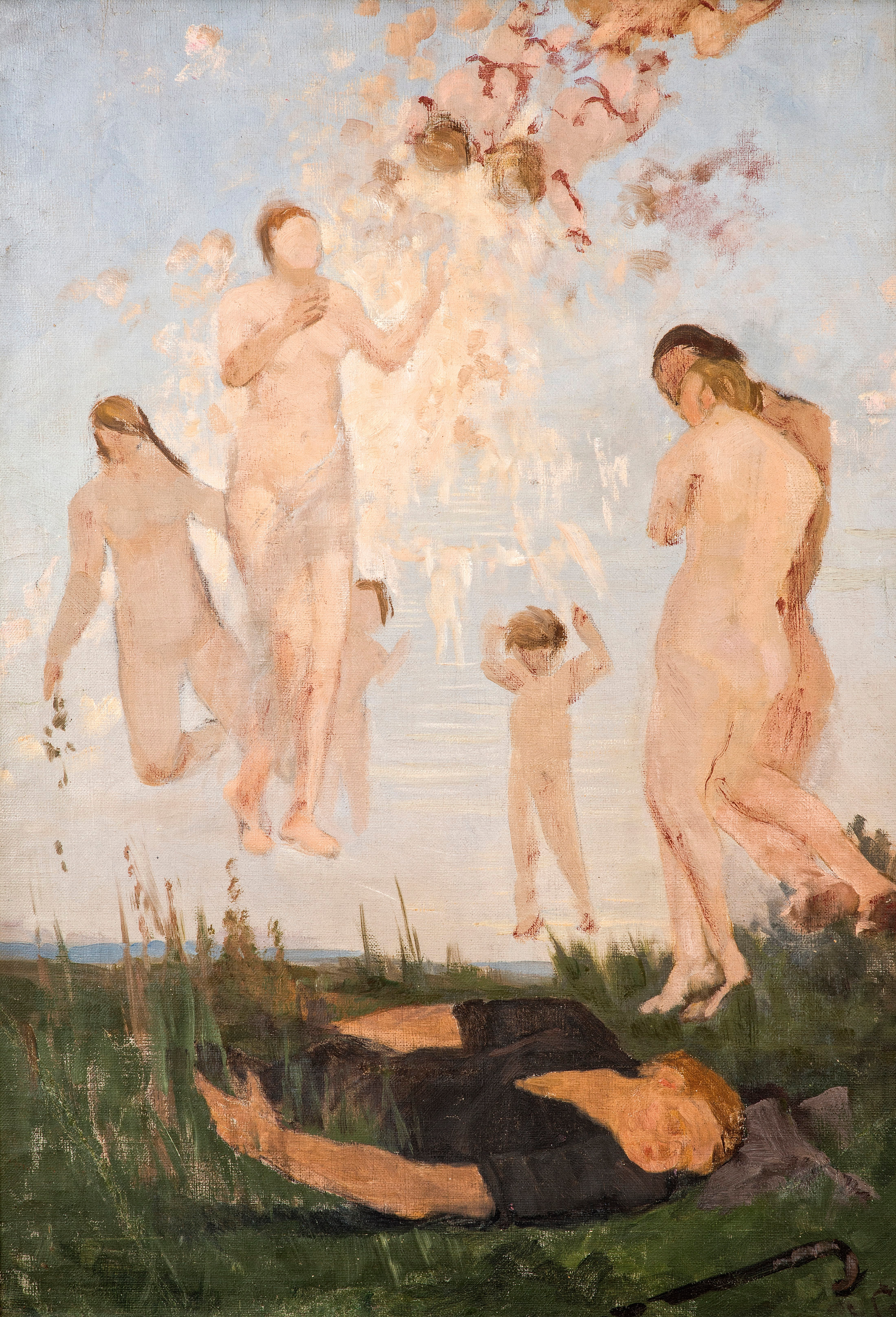
Jakob sieht im Traum die Himmelsleiter
(Jacob en un sueño ve la escalera al cielo)

- Hasta 1914: varias veces en las exposiciones de la Real Academia de las Artes de Berlín,[1] la "Gran Exposición de Arte de Berlín".[3][4] y en el Palacio de Cristal de Munich.[5]
  - 1881: Aus dem Thiergarten bei Berlin (Desde el Tierpark Berlin ) (1881)
  - 1888: Haidelandschaft (paisaje de Heath) (1888)
  - 1889: Märkische Landkirche en Parlow (Iglesia de March Country) (1889)
  - 1893: Eine Wildniss (Un desierto) (1893)
  - 1897: März (marzo) (Temple) (1897)
- Exposición de la Asociación de Mujeres Artistas de Berlín:
  - 1884: Gänsehüterin en Mecklenburg (cuidador de gansos en Mecklenburg) y Kartoffelaufnehmer (recolector de patatas)
  - 1894: Oktoberwald (Bosque de Octubre) (Temple), Spillbaumgruppe[6]
- 1911: Exposición de arte de Mecklenburg en Schwerin: Invierno en Ahrenshoop
- 1928: Exposición conmemorativa en la "Gran Exposición de Arte de Berlín"
- 2002: Dünenhaus Ahrenshoop y Singer-Museum Laren Países Bajos
- 2003/2004: Anna Gerresheim - das Grafische Werk - von der Griffelkunst zum Erlebnis der Farbe, Museo de Historia Cultural, Rostock y Kunstkaten Ahrenshoop (la obra gráfica, desde el arte del lápiz óptico hasta la experiencia del color)

## Otras lecturas
- Ulrich Thieme, Felix Becker at all (1921). Allgemeines Lexikon der Bildenden Künstler von der Antike bis zur Gegenwart. (en alemán). Vol. 14. E. A. Seemann, Leipzig. p. 482.
- Friedrich Schulz (2001). Ahrenshoop. Künstlerlexikon. (en alemán). Verlag Atelier im Bauernhaus, Fischerhude. p. 57f. ISBN 3-88132-292-2.
- Ruth Negendanck (2001). Künstlerkolonie Ahrenshoop. (en alemán). Verlag Atelier im Bauernhaus, Fischerhude. p. 39ff. ISBN 3-88132-294-9.
- Ruth Negendanck (2002). Anna Gerresheim: ihr Weg nach Ahrenshoop. (en alemán). Verlag Atelier im Bauernhaus, Fischerhude. ISBN 3-88132-085-7.
- Ruth Negendanck; Guenter Roese; Heidrun Lorenzen (2003). Anna Gerresheim: von der Griffelkunst zum Erlebnis der Farbe. (en alemán). MCM ART, Berlin. ISBN 3-9807734-4-2.